# Chris Spencer
Chris Spencer est le chanteur et guitariste américain du groupe Unsane, originaire de New York. Il a également été le chanteur et guitariste du groupe The Cutthroats 9 lorsqu'il a déménagé en Californie après avoir fait une pause avec Unsane en 2000.
Il fonde en 2009 à Berlin le groupe Celan avec des membres de Einstürzende Neubauten, Oxbow, et Flu.iD.
Chris Spencer n'est pas le frère de Jon Spencer, leader du groupe Jon Spencer Blues Explosion.